# Gare de Chasseneuil-sur-Bonnieure
Gare de Chasseneuil-sur-Bonnieure vasútállomás Franciaországban, Chasseneuil-sur-Bonnieure településen.

## Vasútvonalak
Az állomást az alábbi vasútvonalak érintik:
- Limoges-Bénédictins-Angoulême-vasútvonal

## Kapcsolódó állomások
A vasútállomáshoz az alábbi állomások vannak a legközelebb:
- Gare de La Rochefoucauld
- Gare de Roumazières-Loubert